# 朝鲜人民军第9军
朝鲜人民军第9军是朝鲜人民军陆军的一个军，现驻扎于咸镜北道清津市，1995年朝鲜发生政变传闻，随后第6军遭到清洗，约40位军官被处决。第6军被撤销后大部被编入第9军。

## 历任军长
- 吕春石，1980年
- 郑浩钧，1994年